# Elodes angusta
Elodes angusta är en skalbaggsart som beskrevs av Blaisdell. Elodes angusta ingår i släktet Elodes och familjen mjukbaggar. Inga underarter finns listade i Catalogue of Life.